# Jarada
Jarada fou un estat tributari protegit del tipus zamindari, a Orissa, districte de Ganjam, amb una superfície de 124 km².
Jarada era veí del zamindari de Surangi i es trobava al sud-oest del zamindari de Chikiti; estava situat a 36 km de Ichapurram, a la frontera amb Andhra Pradesh; el formaven 59 pobles i el territori era selvàtic i muntanyós, regat per diversos afluents menors del Bahuda.
L'hauria fundat Visvambhara Singh Rautraya que dominava una comarca a les muntanyes Mahendra. El seu fill Mani Singh va morir en combat; el segon fill Veera o Bira Bhadra Singh va dominar als muntanyesos d'un lloc anomenat“Jarasindu” i el seu pare li va concedir aquest territori. Bhadra va anomenar la zona com Jarada (1440). Altres informacions diuen que Sri Vira Bhadra Singh va venir del regn d'Aul i va establir Jarada el 1440.
Els rages de Jarada van servir als reis Gajapati d'Orissa fins que el regne fou conquerit pels musulmans. A Jarada hi havia el famós temples “Paratha Sarathy" únic de la seva classe. Després del 1765 el zamindari va quedar sota control britànic i finalment el raja Pitambara va acceptar pagar un tribut de 7500 rúpies l'any rebaixat a dues mil el 1804. El 1936 va morir el darrer zamindari i el va succeir un fill adoptiu. Del 1936 al 1945 els britànics van administrar l'estat durant la minoria del zamindar i llavors va rebre plens poder fins que fou abolit l'1 de juny de 1953.

## Llista de rages
- Raja BIRABHADRA SINGH 1440-1457
- Raja BRUNDABANA SINGH Samantrai 1457-1472
- Raja RAMACHANDRA SINGH Samantrai 1472-1491
- Raja BALUNKESWAR SINGH Samantrai 1491-1504
- Raja SARVESWAR Samantrai 1504-1522
- Raja SIBRAM Samantrai 1522-1529
- Raja BAMANA Samantrai 1529-1545
- Raja BALABHADRA Samantrai 1545-1554
- Raja BENKAT RAY Samantrai 1554-1590
- Raja MRUTUNJAYA Samantrai 1590-1595
- Raja NILAKANTHA Samantrai 1595-1627
- Raja GANGADHARA Samantrai 1627-1636
- Raja KRUSHNA Samantrai 1636-1644
- Raja HARI HARA Samantrai 1644-1654
- Raja JAGANNATH Samantrai 1654-1672
- Raja MADHUSUDANA Samantrai 1672-1678
- Raja GOPALA Samantrai 1678-1693
- Raja LOKANATH Samantrai 1693-1738
- Raja SHYAM SUNDARA Samantrai 1738-1750
- Raja PITAMBARA Samantrai 1750-1779
- Raja MADAN GOPAL Samantrai 1779-1806
- Raja RAGHUNATH Samantrai 1806-1837
- Raja KRUSHNA CHANDRA Samantrai 1837-1851
- Raja SARATHI CHANDRA Samantrai 1851-1880
- Raja RAGHUNATH Samantrai 1889-1903
- Raja KISHORE CHANDRA Samantrai 1903-1936
- Raja PRASANNA CHANDRA DEO 1936-1953 (adoptat) (+2005)